# Huallaga
Huallaga (španjolski: Río Huallaga)  je velika pritoka rijeke Marañón koja zajedno s rijekom Ucayali formira Amazonu duga 1 100 km.

## Zemljopisne karakteristike
Rijeka Huallaga izvire na obroncima Anda južno od grada Cerro de Pasco u Peruu. Od izvora teče prema sjeveroistoku preko gradova Huánuco i Tingo María. Probija se preko Anda pored masiva Cordillera Blanca i meandrira prema istoku sve do svog ušća u Rijeku Marañón u peruanskom okrugu Lagunas.
Huallaga ima sliv velik oko 95 000 km², koji se prostire preko sjeveroistoka Perua.

## Indijanci
U 17. stoljeću na gornjem toku Huallage živjela su plemena 1, Tepqui, koji su graničili s Cholónima. Živjeli su na rijeci Santa Marta, i bili su možda srodni panoanskim Mayorunama (Matsés); 2, Muzape, pleme koje Izaguirre (1922) spominje kao neprijatelje plemena Cognomona; 3, Quidquidcana (Chuquidcana ?), susjedi Tepquia u dolini Magdalena; 4, Chupacho u šumama na Chinchao, Monzón i drugim lijevim pritokama Huallage; 5, pleme Panatahua s lijeve obale s mnogim nezavisnim skupinama: Chunatahua (Chinatahua) na desnoj obali Huallage, Tulumayo i Sisinpari na lijevoj obali; 6, Tingan istočno od ušća rijeke Monzón; 7, Timayo; 8, Huatsahuana; 9, Ninaxo; 10, Guatinguapa, 11, Chusco s više plemena blizu Huanaca.
Na srednjem toku Huallage živeli su Lamisto; Tabalosa; Suchichi; Cascoasoa (Chasutino); Amasifuin; Payanso; Huantana, Nindaso, Nomona i Zapaso; na rijeci Huambo: Chedua, Alon i Cholto; Cumbazá (Cumbasa, Belsano); Cognomona; Hibito; Cholón (Cholóna)

## Vanjske poveznice
|  | Zajednički poslužitelj ima još gradiva o temi Huallaga |

- Huallaga River na portalu Encyclopædia Britannica (engl.)